# Cassa edile
La Cassa edile è un ente paritetico fra le organizzazioni sindacali dei lavoratori e dei datori di lavoro, istituito dalla contrattazione collettiva per gli addetti del settore edilizio che eroga taluni benefici e provvidenze.

## Storia
Le assunzioni e i licenziamenti per cantiere costringono i lavoratori del settore a una grande mobilità, con frequente cambiamento del luogo e del proprio datore di lavoro.
A fronte di tale situazione molti istituti contrattuali presenti negli altri settori produttivi (quali scatti periodici di anzianità (A.P.E.), assistenze e simili, nonché le previdenza complementare di settore) troverebbero nel comparto edile difficoltà applicative. Per sopperire a tali difficoltà la prima cassa Edile nacque a Milano nel 1919.

## Provvidenze erogate
La Cassa edile provvede al pagamento di alcune prestazioni economiche, relative a specifici istituti contrattuali, raggruppando in un'unica posizione del lavoratore i suoi vari periodi lavorativi con le ore lavorate e le relative provviste che sono i ratei mensili di accantonamento. Inoltre, eroga diversi altri trattamenti di carattere assistenziale e mutualistico, quali ad esempio:
- vestiario per i dipendenti iscritti;
- borse di studio per i figli degli iscritti;
- colonie estive e montane;
- compartecipazione a spese mediche documentate per gli iscritti e propri familiari;
- assegni di studio;
- assegni funerari;
- integrazione della retribuzione del dipendente iscritto in caso di malattia, infortunio e malattia professionale;
- assegni per i figli portatori di handicap;
- aiuti per il recupero delle difficoltà per figli tossicodipendenti.

Le Casse Edili, inoltre, svolgono un importante ruolo di intermediazione nei processi informativi relativi alla previdenza complementare del settore edile, veicolando ai lavoratori l'informativa inerente ai fondi pensione di settore, e intermediando i processi di adesione e contribuzione ai fondi pensione nazionali che si rivolgono ai vari contratti di lavoro dell'edilizia.

## Finanziamento
Il finanziamento di tali prestazioni è completamente a carico degli iscritti, e non vi è alcuna integrazione da parte dello Stato, o di altri enti pubblici. Esso avviene mediante l'utilizzo degli interessi sugli accantonamenti mensili (14,20% sulla retribuzione) e la contribuzione aggiuntiva stabilita dal Contratto Provinciale di Lavoro che è, in media, in Italia, di circa il 12% sulla retribuzione. Questa contribuzione è a carico, con valori differenti, del datore di lavoro e del lavoratore iscritto. All'interno di questa contribuzione si distingue quella per il finanziamento delle Associazioni Sindacali, delle Scuole Edili, dei CPT, dei RLST, dell'A.P.E., gestione.

## Nuove funzioni
Con il D.Lgs. n. 276/2003 e successive integrazioni, all'Ente sono state attribuite funzioni di rilevanza pubblica, come la certificazione della regolarità contributiva per le imprese iscritte. Le casse edili sono circa 120 e presenti in tutte le province, promosse dalle svariate associazioni pur con una denominazione diversa a seconda dei promotori.